# Derek Ho
Pour les articles homonymes, voir Ho.
Derek Ho est un surfeur professionnel américain né le 26 septembre 1964 à Kailua (Hawaï) et mort le 17 juillet 2020 à Oahu (Hawaï).

## Biographie
Derek Ho, comme son frère Michael, demeure l'un des plus célèbres surfeurs hawaïens. Sa victoire au Pipe Masters en 1993 sur le North Shore d'Oahu le sacra Champion du monde de surf de cette même année, ce qui en fit ainsi le premier Hawaïen champion du monde de l'histoire de l'ASP. Il continua à participer à des compétitions au plus haut niveau jusqu'en 1997, année où il fut victime d'une blessure au genou au WCT des Fidji. Il mit ainsi fin à sa carrière professionnelle. Il est revenu faire quelques compétitions à Hawaï en 1999 où il remporte sa dernière victoire.
Il meurt des suites d'une crise cardiaque, à l'âge de 55 ans.

### Famille
Sa nièce Coco Ho (fille de son frère Michael) a intégré en 2009 le circuit professionnel feminin ASP à l'âge de 16 ans 1/2.

## Palmarès

### Titres
- 1993 Champion du monde WCT
- 1986/1988/1990/1990 Vans triple Crown

### Victoires
- 1999 Pipeline pro, Banzai Pipeline, Oahu, Hawaii (WQS)
- 1996 Xcel Pro, Sunset Beach, Oahu, Hawaii (WQS)
- 1993 The Bud Surf Tour, San Diego, Californie (WQS)
- 1993 Banzai Pipeline, Oahu, Hawaii (WCT)
- 1991 Marui surfing Pro, Chiba, Japon, (WCT)
- 1990 Hard Rock cafe World Cup, Alii Beach, Oahu, Hawaii (WCT)
- 1989 Puskas Rip Curl Pro, Zarautz, Espagne (WCT)
- 1989 Gotchoa Pro, Sandy Beach, Oahu, Hawaii (WCT)
- 1988 Marui surfing Pro, Chiba, Japon, (WCT)
- 1988 Gotchoa Pro, Sandy Beach, Oahu, Hawaii (WCT)
- 1986 Banzai Pipeline, Oahu, Hawaii (WCT)

### WCT
Années où il figure dans le TOP 16 :
- 1995 : 12e
- 1993 : 1er Champion
- 1991 : 4e
- 1990 : 8e
- 1989 : 2e
- 1988 : 4e
- 1987 : 10e
- 1986 : 12e
- 1985 : 10e